# Кокпекти (Кокпектинський район)
Кокпекти́ (каз. Көкпекті) — село, центр Кокпектинського району Абайської області Казахстану. Адміністративний центр Кокпектинського сільського округу.
Населення — 5103 особи (2021; 5111 у 2009, 5719 у 1999, 6094 у 1989).
Національний склад станом на 1989 рік:
- казахи — 59 %
- росіяни — 22 %